# Medon dilutus
Medon dilutus – gatunek chrząszcza z rodziny kusakowatych i podrodziny żarlinków.
Gatunek ten został opisany w 1839 roku przez Wilhelma Ferdinanda Erichsona jako Lithocharis dilutus.
Chrząszcz o ciele długości od 4,6 do 5,8 mm, ubarwiony brunatnoceglaście z w większości ciemniejszym odwłokiem. Długość i szerokość głowy są większe niż przedplecza. Punktowanie głowy i przedplecza jest tak samo gęste, na tej pierwszej delikatne, na tym drugim małe i płytkie. Punktowanie odwłoka jest gęste i delikatne. Warga górna ma przednią krawędź z dwoma małymi ząbkami i niegłębokim wgłębieniem między nimi. Odnóża tylnej pary mają stopy znacznie krótsze niż golenie. Odwłok samca ma piąty sternit o tylnym brzegu szeroko wyciętym, a szósty sternit z tylną krawędzią wyciętą dość głęboko.
Owad znany z Hiszpanii, Wielkiej Brytanii, Francji, Holandii, Niemiec, Szwecji, Szwajcarii, Austrii, Włoch, Polski, Czech, Słowacji, Węgier, Wysp Kanaryjskich, kontynentalnej Afryki Północnej i Azji Mniejszej. Zasiedla pobrzeża rzek, jeziorek i bajorek. Preferuje stare dąbrowy, gdzie występuje pod zmurszałą korą, w butwiejącym drewnie, pod porastającym dęby mchem oraz w podziemnych gniazdach ssaków, szczególnie kretów.